# АДО Ден Хааг
АДО Ден Хааг (нидерл. ADO Den Haag, ADO — сокращение от «Alles Door Oefening») — нидерландский профессиональный футбольный клуб из города Гаага. Основан 1 февраля 1905 года. Одно время клуб был известен под названием ФК «Ден Хааг», АДО — именовалась любительская ветвь клуба. Домашние матчи команда проводит на «Бингол», его вместимость составляет 15 тысяч зрителей.
Несмотря на то, что Гаага — один из трёх главных городов Нидерландов, клуб никогда не был в состоянии соответствовать уровню амстердамского «Аякса» или «Фейеноорда» в высшем дивизионе. Тем не менее, противостояние с этими клубами всегда носило бескомпромиссный характер.
В сезоне 2024/25 клуб занял 4-е место в Эрстедивизи — Первом дивизионе Нидерландов. АДО дважды выигрывал национальный чемпионат Нидерландов, в сезонах 1941/42 и 1942/43. В Эредивизи, основанном в 1956 году, клуб провёл 47 сезонов.
Главный тренер команды — Робин Петер.

## История
Клуб был основан 1 февраля 1905 года, но так и не смог занять достойное место в чемпионате Нидерландов. Скорее всего, это было связано с огромной популярностью в Гааге другого вида спорта — крикета. Но даже несмотря на это, АДО Ден Хааг занял первое место в чемпионате Нидерландов в 1942 и 1943, а также стал обладателем Кубка Нидерландов в 1968 и 1975 году (под именем ФК «Ден Хааг»). Наибольший успех на Европейской арене был достигнут в 1976 году — команда пробилась в четвертьфинал Кубка обладателей Кубков УЕФА, где соперником «Ден Хаага» должен был выступить английский «Вест Хэм Юнайтед». В Гааге клуб одержал довольно уверенную победу 4-2, но проигрыш в Лондоне со счётом 3-1 означал лишь одно — команда прекратила свои выступления в нынешнем розыгрыше кубка.

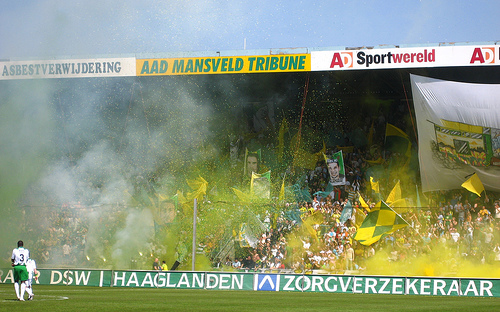
Фанаты АДО Ден Хааг

АДО имеет сильные устоявшиеся связи с уэльским футбольным клубом «Суонси Сити». Часто на стадионе во время матчей одной команды можно увидеть развевающиеся флаги другой команды. Также команды часто проводят товарищеские поединки друг с другом перед началом футбольного сезона. АДО имеет дружеские отношения со многими европейскими командами — с польской «Легией», бельгийским «Брюгге» и итальянским «Ювентусом».
После длительного пребывания в Первом дивизионе страны, АДО с 2004 по 2007 года выступал в Высшем дивизионе, но после окончания сезона 2006/07 команда была понижена в лиге. Однако, заняв 6-е место в Первом дивизионе и победив в матчах плей-офф, команда смогла 2008 году вновь вернуться в элитный дивизион страны.
В сезоне 2010/11 команда заняла 7-е место и по итогам плей-офф попала в Лигу Европы 2011/12.

### Названия
- С момента создания, клуб менял своё название 5 раз.
- 1 февраля 1905 года — клуб был образован как АДО.
- 1 июля 1971 года — название изменено на «Ден Хааг» после слияния с клубами «Холланд Спорт» и АДО.
- 1992 — «Ден Хааг» сменили своё название на АДО Ден Хааг
- 1994 — АДО Ден Хааг сменили обратно название на «Ден Хааг»
- 1996 — название изменено на ХФК АДО Ден Хааг после слияния «Ден Хааг» и любительским клубом АДО.
- 2001 — была убрана приставка ХФК и клуб снова стал называться АДО Ден Хааг

## Стадион

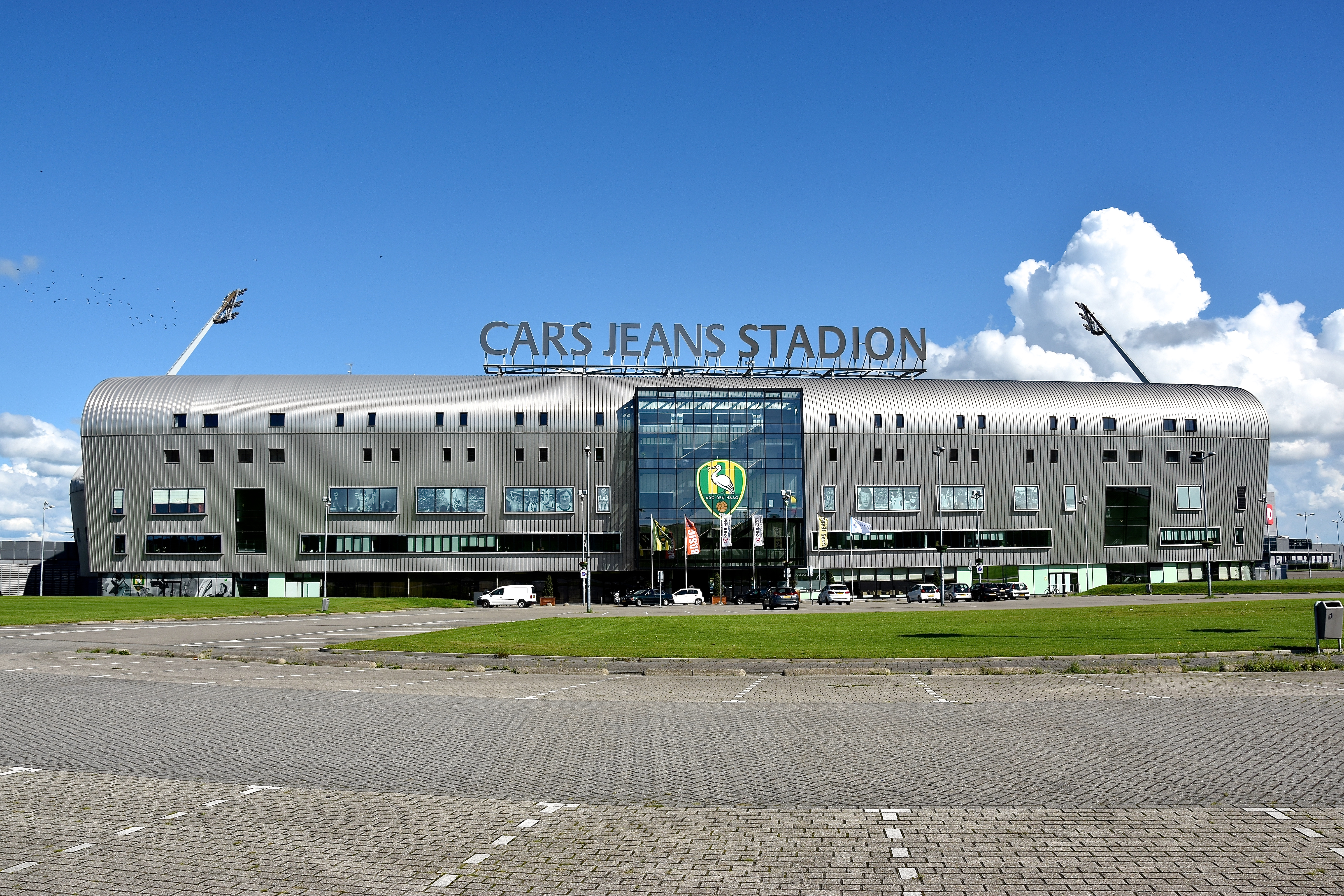
Стадион «Бингол»

Домашняя арена клуба стадион «Бингол», вмещает 15 тысяч зрителей. До мая 2017 года стадион имел название «Кёсера», в честь спонсора — японской компании «Kyocera». До 22 апреля 2007 года команда проводила свои домашние матчи на стадионе «Зёйдпарк» (вместимость 11 тысяч зрителей), но земля, на котором располагалась арена, была продана для государственного жилищного строительства. Средняя посещаемость стадиона «Ден Хааг» в сезоне 2011/12 составила 11739 человек.

## Достижения
- Первый класс (до 1955) / Высший дивизион (после 1956):
  - Чемпион (2): 1941/42, 1942/43
- Кубок Нидерландов:
  - Обладатель кубка (2): 1967/68, 1974/75
- Первый дивизион:
  - Чемпион (2): 1985/86, 2002/03.

## Основной состав

### Команда
| №  |                   | Поз. | Имя                 | Год рождения |
| -- | ----------------- | ---- | ------------------- | ------------ |
| 1  | Флаг Буркина-Фасо | Вр   | Килиан Никиема      | 2003         |
| 2  | Флаг Нидерландов  | Защ  | Стевен ван дер Слот | 2002         |
| 4  | Флаг Бельгии      | Защ  | Маттео Вам          | 2000         |
| 7  | Флаг Нидерландов  | Нап  | Дэрил ван Мигхем    | 1989         |
| 8  | Флаг Нидерландов  | ПЗ   | Яри Влак (капитан)  | 1998         |
| 11 | Флаг Нидерландов  | Нап  | Эван Ротье          | 2002         |
| 12 | Флаг Франции      | Защ  | Филипп Ланкетин     | 2005         |
| 14 | Флаг Нидерландов  | ПЗ   | Милиан Хименес      | 2003         |
| 15 | Флаг Нидерландов  | Защ  | Милан Хокке         | 2003         |
| 16 | Флаг Нидерландов  | ПЗ   | Финн де Брёйн       | 2004         |
| 17 | Флаг Швеции       | Нап  | Элиас Мохаммад      | 2003         |

| №  |                  | Поз. | Имя                 | Год рождения |
| -- | ---------------- | ---- | ------------------- | ------------ |
| 18 | Флаг Гвинеи      | Защ  | Секу Силла          | 1999         |
| 19 | Флаг Австрии     | Нап  | Лука Райшль         | 2004         |
| 20 | Флаг Нидерландов | Нап  | Лоренцо Масланд     | 2005         |
| 21 | Флаг Австралии   | Нап  | Кэмерон Пепион      | 2002         |
| 22 | Флаг Нидерландов | Нап  | Чевейо Балентин     | 2006         |
| 25 | Флаг Финляндии   | ПЗ   | Юхо Кило            | 2002         |
| 26 | Флаг Нидерландов | Защ  | Иллайх де Рёйтер    | 2006         |
| 27 | Флаг Нидерландов | Нап  | Найджел Томас       | 2001         |
| 29 | Флаг Нидерландов | Вр   | Калеб Крамер        |              |
| 45 | Флаг Финляндии   | Защ  | Диогу Томаш         | 1997         |
| 49 | Флаг Португалии  | Нап  | Рубен Силва-Ричардс | 2004         |

### Тренерский штаб
| Должность        | Имя            |
| ---------------- | -------------- |
| Главный тренер   | Робин Петер    |
| Тренер-ассистент | Леви Схвиббе   |
| Тренер-ассистент | Филипп Зайдлер |
| Тренер вратарей  | Кава Хессо     |

## Трансферы сезона 2025/26

### Пришли
| Поз. | Игрок               | Прежний клуб         | Стоимость/статус трансфера |
| ---- | ------------------- | -------------------- | -------------------------- |
| Защ  | Милан Хокке         | Фейеноорд (до 21)    |                            |
| Защ  | Филипп Ланкетин     | Эшторил-Прая (до 23) | Арендован до 30 июня 2026  |
| ПЗ   | Милиан Хименес      | Ольборг              |                            |
| Нап  | Лука Райшль         | Ред Булл (Зальцбург) |                            |
| Нап  | Рубен Силва-Ричардс | Эшторил-Прая (до 23) | Арендован до 30 июня 2026  |
| Нап  | Найджел Томас       | Виборг               |                            |

### Ушли
| Поз. | Игрок             | Новый/прежний клуб    | Стоимость/статус трансфера |
| ---- | ----------------- | --------------------- | -------------------------- |
| Вр   | Давид ван де Рит  | Рейнвогелс            | Свободный агент            |
| Вр   | Хюго Вентгес      | Хелмонд Спорт         | Свободный агент            |
| Вр   | Тим Кореманс      | Дордрехт              | Свободный агент            |
| Вр   | Майкей Хауварт    | Эксельсиор (Масслёйс) | Арендован до 30 июня 2026  |
| Защ  | Милан Хокке       | Фейеноорд (до 21)     | Окончание аренды           |
| Защ  | Танели Хямяляйнен | КуПС                  | Арендован до 30 июня 2026  |
| ПЗ   | Кюршад Сюрмели    | 68 Аксарайспор        | Свободный агент            |
| Нап  | Лука Райшль       | Ред Булл (Зальцбург)  | Окончание аренды           |
| Нап  | Алекс Схалк       | Реал Мурсия           | Свободный агент            |
| Нап  | Дано Лауренс      |                       | Свободный агент            |
| Нап  | Ли Бонис          | Честерфилд            |                            |

## Бывшие игроки
Футболисты АДО Ден Хааг, выступавшие за сборную Нидерландов:
| - Вим Тап - Мик Клаван - Маук Вебер - Тео Тиммерманс - Хенк Брейтнер - Ад де Йонг | - Гюс Хак - Карол Схюрман - Кес Квакс - Пит де Зуте - Кес Артс - Герман Хауфур | - Харри Хейнен - Герард Тап - Ян Виллериус - Витзе Кауперюс |

## Главные тренеры клуба
| Главный тренер                | С          | Период    |
| ----------------------------- | ---------- | --------- |
| Джон Донахи                   |            | 1928—1932 |
| Отто Хёсс                     |            | 1932—1936 |
| Вим Тап                       |            | 1936—1946 |
| Бен Тап                       |            | 1946—1952 |
| Франц Фукс                    |            | 1952—1953 |
| Дик Гровс                     |            | 1953      |
| Геррит ван Вейхе              |            | 1953—1954 |
| Франц Гуткас                  |            | 1954—1955 |
| Фридрих Доненфельд            | и. о.      | 1954      |
| Ринус Лоф                     |            | 1955—1962 |
| Эрнст Хаппель                 |            | 1962—1969 |
| Ринус Лоф                     | и. о.      | 1969      |
| Вацлав Ежек                   |            | 1969—1972 |
| Эверт Тёниссен                |            | 1972—1974 |
| Вуядин Бошков                 |            | 1974—1976 |
| Антон Малатинский             |            | 1976—1978 |
| Пит де Виссер                 |            | 1978—1980 |
| Ханс Край                     |            | 1980      |
| Пит де Зуте Мартин ван Вианен | и. о. г.т. | 1980—1981 |

| Главный тренер                     | С     | Период    |
| ---------------------------------- | ----- | --------- |
| Кор ван дер Харт Мартин ван Вианен |       | 1981—1983 |
| Роб Бан                            |       | 1983—1986 |
| Пим ван де Мент                    |       | 1986—1988 |
| Пит де Зуте                        | и. о. | 1988      |
| Ко Адриансе                        |       | 1988—1992 |
| Марк Вотте                         | и. о. | 1992      |
| Нол де Рёйтер                      |       | 1992—1994 |
| Лекс Схунмакер                     |       | 1994—1995 |
| Тео Верланген                      |       | 1995—1996 |
| Роб Меппелинк                      | и. о. | 1996      |
| Марк Вотте                         |       | 1996—1998 |
| Андре Хукстра                      |       | 1998—1999 |
| Роб Меппелинк                      |       | 1999—2000 |
| Стэнли Брард                       |       | 2000—2001 |
| Пит де Зуте                        | и. о. | 2001      |
| Ринус Исраэл Лекс Схунмакер        |       | 2001—2003 |
| Лекс Схунмакер                     |       | 2004      |

| Главный тренер              | С     | Период    |  |
| --------------------------- | ----- | --------- |  |
| Франс Аделар Лекс Схунмакер |       | 2004—2006 |  |
| Лекс Схунмакер              | и. о. | 2006—2007 |  |
| Вильян Влут                 |       | 2007—2008 |  |
| Андре Ветзел                |       | 2008—2009 |  |
| Раймонд Аттевелд            |       | 2009—2010 |  |
| Морис Стейен                | и. о. | 2010      |  |
| Джон ван ден Бром           |       | 2010—2011 |  |
| Морис Стейен                |       | 2011—2014 |  |
| Хенк Фрэзер                 |       | 2014—2016 |  |
| Желько Петрович             |       | 2016—2017 |  |
| Алфонс Грунендейк           |       | 2017—2019 |  |
| Алан Пардью                 |       | 2019—2020 |  |
| Александар Ранкович         |       | 2020      |  |
| Рюд Брод                    |       | 2020—2022 |  |
| Джованни Франкен            | и. о. | 2022      |  |
| Дирк Кёйт                   |       | 2022      |  |
| Дик Адвокат                 |       | 2022—2023 |  |
| Дарие Калезич               |       | 2023—2025 |  |

## Спонсоры и партнёры
- Титульный спонсор[7]:
  -  Hommerson Casino — казино.
- Спонсор стадиона[8]:
  -  Bingoal — бельгийская букмекерская контора.
- Партнёры[9]:
  -  Biersteker — строительная компания;
  -  Unicomm ICT Services — коммуникационная компания;
  -  Erreà — производитель спортивный амуниции;
  -  GirlPower Radio — радиостанция;
  -  Queens Casino — казино;
  -  CSU — клининговая компания;
  -  Looije Verpakkingen — упаковка продуктов;
  -  Current Infra — инженерная компания;
  -  Van Heugten Tours — автобусная компания;
  -  Heineken — пивоваренная компания.